# Michael Tinsley

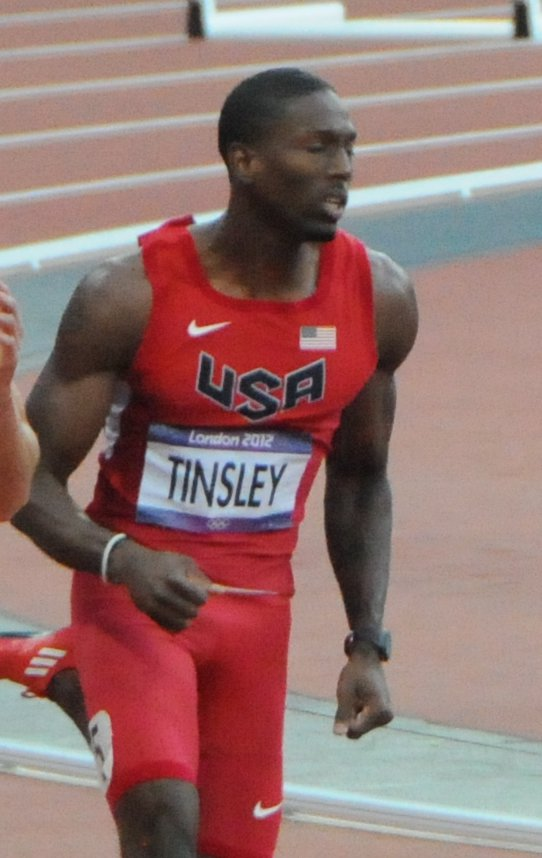
Michael Tinsley bei den Olympischen Spielen 2012

Michael Tinsley (* 21. April 1984 in Little Rock, Arkansas) ist ein US-amerikanischer Hürdenläufer, der sich auf die 400-Meter-Distanz spezialisiert hat.
2006 wurde er als Repräsentant der Jackson State University, an der er Strafrecht studierte, NCAA-Meister. 2010 wurde er Dritter der US-Meisterschaften.
2012 siegte er bei den US-Ausscheidungskämpfen für die Olympischen Spiele in London, bei denen er die Silbermedaille gewann.
Im Jahr darauf wurde er US-Meister und holte bei den Leichtathletik-Weltmeisterschaften 2013 in Moskau erneut Silber.

## Persönliche Bestzeiten
- 200 m: 20,66 s, 11. April 2009, Oxford
  - Halle: 21,24 s, 12. Februar 2011, Fayetteville
- 400 m: 46,05 s, 21. April 2007, Greensboro
  - Halle: 46,02 s, 10. März 2006, Fayetteville
- 400 m Hürden: 47,70 s, 15. August 2013, Moskau